# El mariachi gringo
El mariachi gringo es una película dirigida por Tom Gustafson, que intenta resaltar la cultura mexicana. Cuenta con las actuaciones de Martha Higareda, Shawn Ashmore y Lila Downs.

## Sinopsis
Retrata la vida de Edward (Shawn Ashmore) de origen estadounidense, su pasión por la música mexicana lo lleva a viajar a Guadalajara para convertirse en Mariachi. En el camino encontrará en dos guapas tapatías, sentimiento que nunca imaginó, Lilia (Martha Higareda) y Sophia (Lila Downs).
El Mariachi Gringo explora a través de la música, la búsqueda de un sueño, a pesar de los obstáculos culturales, personales, sociales y los límites geográficos.

## Elenco
| Actor/Actriz      | Personaje que interpreta |
| ----------------- | ------------------------ |
| Shawn Ashmore     | Edward                   |
| Martha Higareda   | Lilia                    |
| Kate Burton       | Anne                     |
| Adriana Barraza   | Magdalena                |
| Fernando Becerril | Alberto                  |
| Lila Downs        | Sophia                   |
| Tom Wopat         | Ron                      |
| Yareli Arizmendi  | Rosario                  |
| Deanna Dunagan    | Monica                   |
| Teresa Ruiz       | Ashlee                   |

## Festivales
| Festival                                                | Descripción                                                                                               |
| ------------------------------------------------------- | --- |
| Festival Internacional de Cine de Guadalajara 2012      | Ganó los premios a “Mejor Película” y “Mejor Actriz, en la sección Mejor Largometraje de Ficción Mexicana |
| Festival Internacional de Cine Miami                    | Dio inicio al festival.                                                                                   |
| Cinequest Film Festival 22                              | |
| Dallas International Film Festival Latino Showcase 2012 | Representó al cine latino.                                                                                |
| Chicago Latino Film Festival Sección US 2012            | |